# Microplane

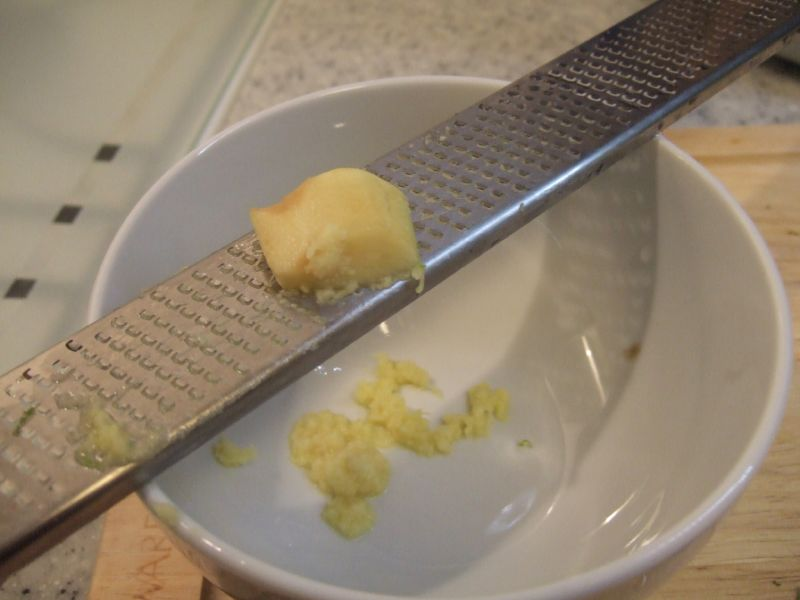
Une râpe/un zesteur Microplane en usage

Microplane est une marque déposée de Grace Manufacturing Inc., devenu un ustensile de cuisine bien connu. La société fabrique des outils en acier photogravé (outils surformés) pour le râpage, le meulage et le ponçage.

## Historique
Cet ustensile a été créé par Richard Grace dans les années 1990.
Son entreprise, située en Arkansas, aux États-Unis, se trouvait en difficulté à la suite de l'arrivée sur le marché et de la diffusion dans les entreprises d'imprimantes. La petite entreprise familiale, spécialisée dans la production de composants pour presses typographiques, s'en trouvait en péril. Richard Grace a entrepris de fabriquer une râpe pour sculpter le bois, en utilisant la technologie de la photogravure qu'elle mettait en pratique sur ses lignes de production, pour imprimer des lames dans des plaques de métal,.
La démarche aboutit à un nouvel outil qui, en 1991, est intitulé Microplane. Mais l'outil est rapidement détourné par des cuisiniers de son usage initial pour devenir une râpe de cuisine. L'ustensile est particulièrement apprécié dans cet usage, pour une pratique amateur ou professionnelle, à tel point que le nom de la marque devient pour beaucoup un nom commun pour désigner ce type d'outil, par un processus d'antonomase.

## Râpe de cuisine
Les râpes Microplane sont utilisées pour râper divers aliments, tels que la noix de muscade, du fromage (parmesan par exemple), de la poutargue, ainsi que pour zester les agrumes. « Quand on râpe un agrume pour en prélever le zeste, tout l’enjeu est de parvenir à garder l’écorce du fruit intacte car c’est à l’intérieur de cette dernière que se trouvent les huiles essentielles, principales vectrices de parfums ».

## Râpe à bois
Grace Manufacturing Inc. fabrique toujours des râpes à bois.